# Mijanès
Mijanès (okzitanisch Mijanes) ist ein Ort und eine südfranzösische Gemeinde (commune) mit 58 Einwohnern (Stand 1. Januar 2022) im Département Ariège in der Region Okzitanien.

## Lage
Der Ort Mijanès liegt im Donezan in einer Höhe von etwa 1130 Metern ü. d. M. am Flüsschen Bruyante. Der Ort wird gerahmt von zwei Bergen: Pic de Balbonne (2305 m) und Roc Blanc (2546 m). Ax-les-Thermes befindet sich etwa 30 Kilometer (Fahrtstrecke) in westlicher Richtung; die Städte Foix und Pamiers liegen etwa 72 bzw. 92 Kilometer nordwestlich. Der spanische Grenzort Puigcerdà ist hingegen nur 56 Kilometer in südwestlicher Richtung entfernt.

## Bevölkerungsentwicklung
| Jahr      | 1962 | 1968 | 1975 | 1982 | 1990 | 1999 | 2006 | 2012 |
| Einwohner | 125  | 91   | 71   | 75   | 79   | 78   | 90   | 80   |

Im 19. Jahrhundert hatte der Ort zumeist zwischen 450 und 600 Einwohner. Die Mechanisierung der Landwirtschaft führte im 20. Jahrhundert zu einem Verlust an Arbeitsplätzen und in der Folge zu einem kontinuierlichen Rückgang der Einwohnerzahlen bis auf die Tiefstwerte der letzten Jahrzehnte.

## Wirtschaft
Die Einwohner von Mijanès lebten jahrhundertelang hauptsächlich von der Landwirtschaft, wobei die Viehwirtschaft und damit die Milch- und Käseproduktion im Vordergrund steht. Spätestens seit dem 18. Jahrhundert gab es eine Eisenschmelze und eine Schmiede, deren Bedarf an Holzkohle vor Ort hergestellt werden konnte, wohingegen das Eisenerz auf dem Rücken von Eseln aus größerer Entfernung herbeigeschafft werden musste. Heutzutage spielen Wander- und Skitourismus eine wichtige Rolle im Wirtschaftsleben der kleinen Gemeinde, deren leerstehende Häuser teilweise zu Ferienwohnungen (gîtes) umgebaut wurden.

## Geschichte
Auf dem Gemeindegebiet wurde im Jahr 1986 eine bronzezeitliche Nekropole entdeckt. Das kleine Gebiet des Donezan gehörte lange zum Königreich Aragón, bis König Peter II. es im Jahr 1208 seinen Vasallen, den Grafen von Foix, schenkte. Die erste urkundliche Erwähnung des Ortsnamens stammt aus dem Jahr 1390. Durch die Eheschließung zwischen Gaston IV. und Eleonore von Navarra  im Jahr 1436 wurden die Beziehungen zum Königreich Navarra enger; Heinrich IV. betrachtete das Donezan als zu Frankreich gehörig.

## Sehenswürdigkeiten
- Der Ort eignet sich gut als Ausgangspunkt für Wanderungen in der waldreichen Region des Donezan. Im Winter fungiert er als Skistation.
- Die Pfarrkirche Saint-Jean-Baptiste ist ein Bau des 17. Jahrhunderts.
- Eine steinerne Brücke überspannt das Flüsschen Bruyante.